# Arpelistock
Arpelistock je hora v Bernských Alpách, dosahující nadmořské výšky 3035 m. Nachází se na rozhraní mezi švýcarskými kantony Bern a Valais. Patří k masivu Wildhorn a rozkládá se přibližně mezi průsmykem Sanetsch v nadmořské výšce 2252 m a vrcholem Wildhornu (3248 m n. m.). Severní strana Arpelistocku je pokryta ledovcem, který se nazývá Geltengletscher.